# Eden Alene
Eden Alene (hebrejsko עדן אלנה; izgovarjava [eˈden ʔaˈlene], amharsko ኤደን አለነ), izraelska pevka, * 7. maj 2000

## Zgodnje življenje
Alene se je rodila v soseski Katamon v Jeruzalemu etiopsko-judovskim staršem, ki so se ločeno priselili v Izrael med alijo iz Etiopije. Ko je bila stara dve leti, sta se njena starša ločila. Od takrat ni več v stiku z očetom.
Alene je obiskovala versko judovsko osnovno šolo in srednjo šolo, čeprav je nato obiskovala posvetno judovsko srednjo šolo srednje šole Hebrejske univerze in diplomirala iz gledališča.
Oktobra 2018 je bila vpoklicana kot vojakinja v Izraelske obrambne sile in je služila v vojaški godbi Korpusa za izobraževanje in mladino. Od leta 2021 je v zvezi s svojim fantom Yonatanom Gabayem.
Alene je bila oktobra 2017 tekmovalka v tretji sezoni pevskega tekmovanja The X Factor Israel. Januarja 2018 je zmagala v finalu sezone. Decembra 2018 je izdala svoj prvenec »Better«.

## Pesem Evrovizije
Leta 2019 se je udeležila sedme sezone izraelskega pevskega tekmovanja Rising Star, kjer je 4. februarja 2020 dosegla prvo mesto. Kot zmagovalka si je pridobila pravico za zastopanje Izraela na tekmovanju za pesem Evrovizije 2020, ki bi potekalo v Rotterdamu na Nizozemskem. Na tekmovanju bi nastopila s pesmijo »Feker Libi«, ki vsebuje štiri jezike angleščino, arabščino, hebrejščino in amharščino.  Vendar je bilo tekmovanje 18. marca 2020 dogodek odpovedano zaradi pandemije COVID-19.
Dne 22. marca 2020 je bilo objavljeno, da je bila interno izbrana za predstavnika Izraela na Pesmi Evrovizije 2021. Dne 25. januarja 2021 je bila za njo izbrana »Set Me Free«.
Dne 18. maja 2021 je nastopila v prvem polfinalu. V polfinalu se je uvrstila na 4. mesto in se uvrstila v finale v katerem je končala na 17. mestu z 93 točkami. Poleg tega je podrla rekord vseh časov za najvišjo noto v zgodovini Evrovizije.

## Diskografija

### EP
- »HaShir HaBa L'Eurovizion« (2020)

### Pesmi
- »Better« (2018)
- »Save Your Kisses for Me« (2019)
- »When It Comes to You« (2019)
- »Feker Libi« (2020)
- »Ma Ata Over« (2020)
- »Set Me Free« (2021)
- »Ue La La« (2021)
- »La La Love« (2021)